# Aruba
Arúba je otok v Karibskem morju, le malo severno od  venezuelskega polotoka Paraguaná, in je del Kraljevine Nizozemske. Za razliko od pričakovanj glede tropske vegetacije, je Aruba zelo sušen otok.